# Wawrzyniec Stanisław Benik

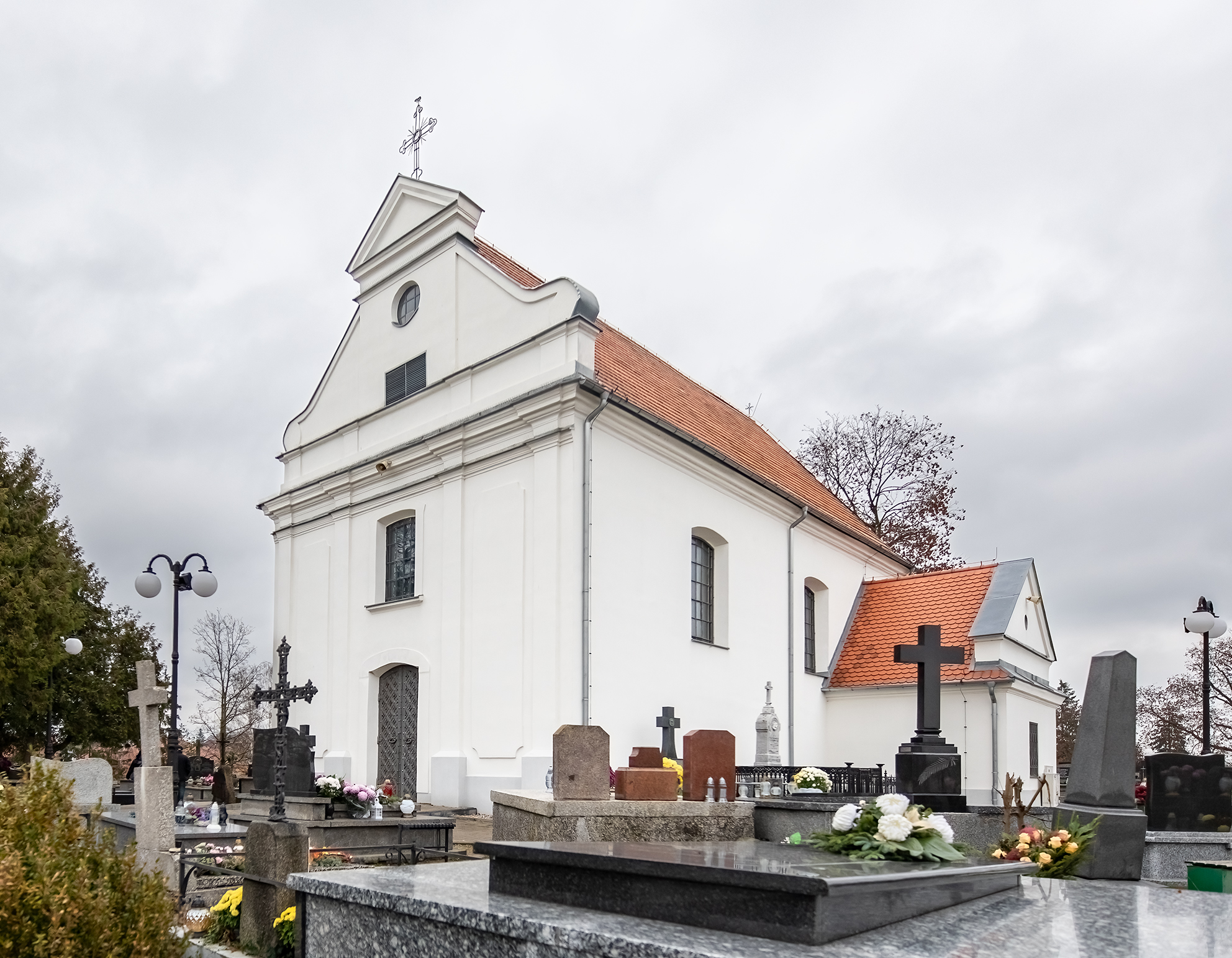
Kościół św. Wawrzyńca w Mławie miejsce pochówku ks. Benika

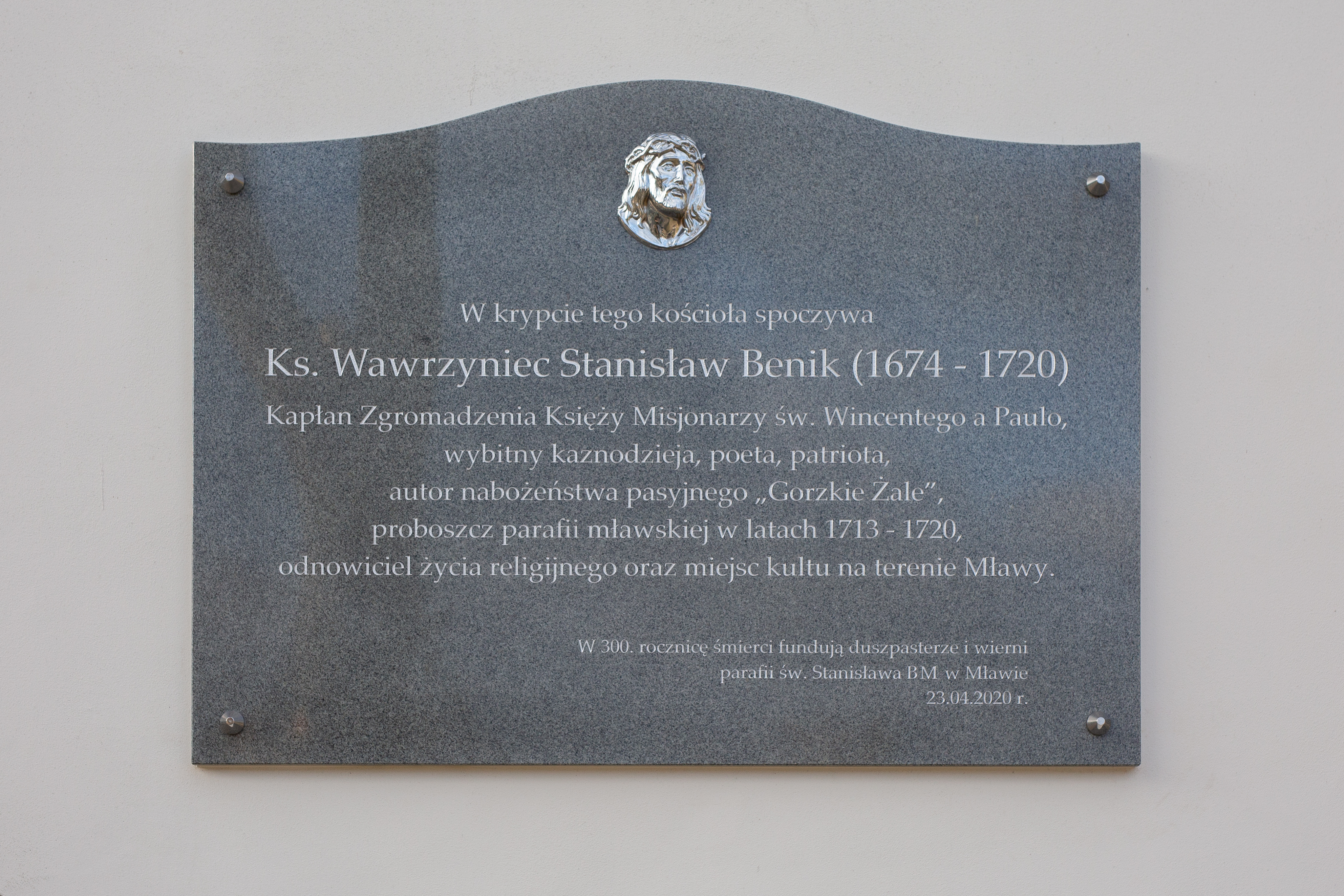
Epitafium na ścianie prezbiterium kościoła św. Wawrzyńca w Mławie

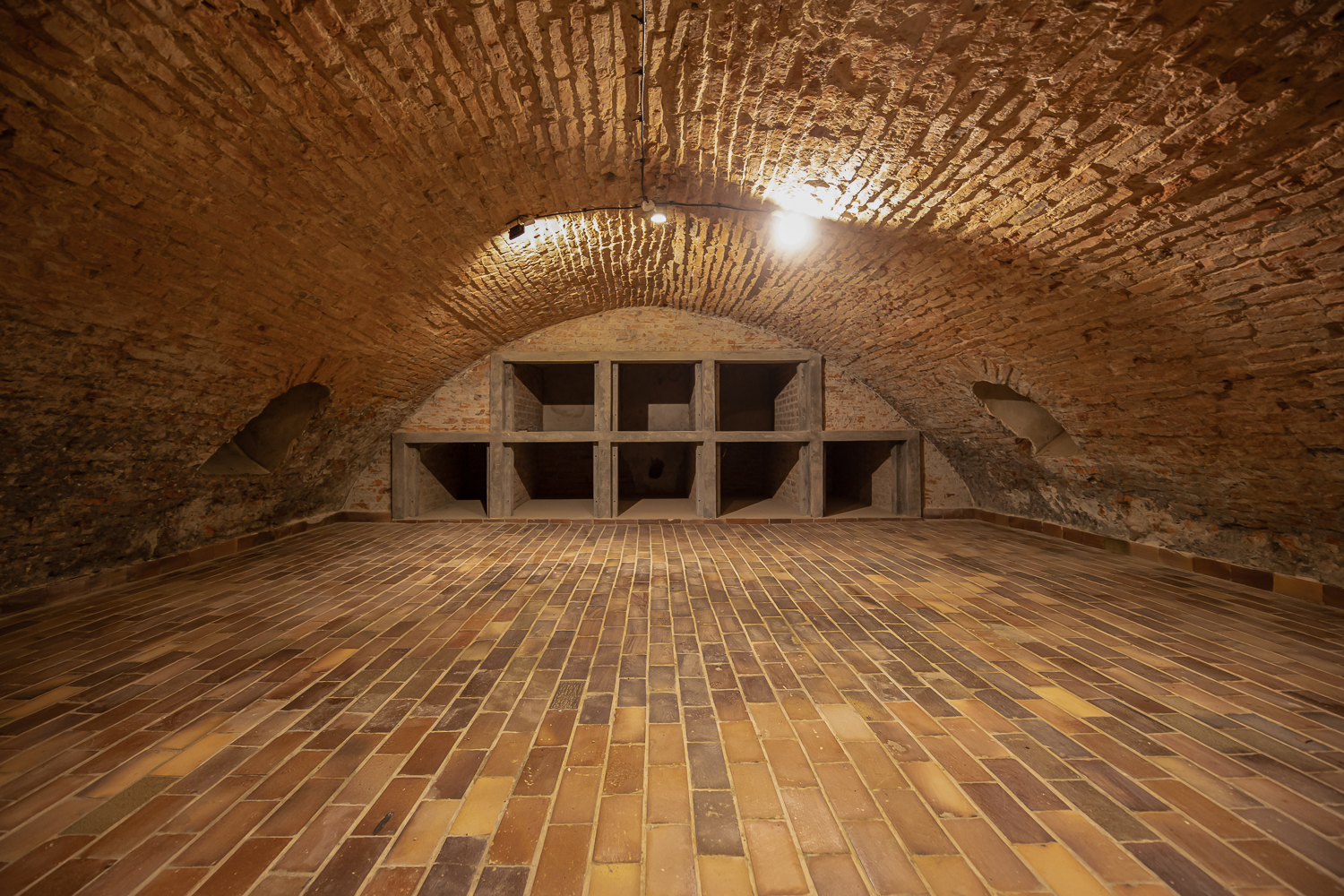
Krypta pod kościołem, miejsce pochówku

Wawrzyniec Stanisław Benik (ur. 17 sierpnia 1674 w Reszlu, zm. 23 kwietnia 1720 w Mławie) – kapłan rzymskokatolicki Zgromadzenia Księży Misjonarzy św. Wincentego a Paulo, autor Gorzkich żali, superior domu zakonnego w Mławie i proboszcz mławski.

## Życiorys
Urodził się 17 sierpnia 1674 w Reszlu w rodzinie mieszczańskiej, jego rodzicami byli Wojciech i Małgorzata, nazwisko rodziny przybierało różne formy: Benik, Bennik, Benigk, Benig, Bönnig. W wieku 14 lat rozpoczął naukę w kolegium jezuitów w Reszlu, do którego został zapisany jako Laurentius Benigk w dniu 11 lipca 1688 roku. Czas nauki w Reszlu nie jest znany. 28 sierpnia 1696 wstąpił do seminarium Zgromadzenia Księży Misjonarzy św Wincentego a Paulo w Warszawie, gdzie 29 sierpnia 1698 wobec rektora seminarium św. Krzyża ks. Jana Paperolle złożył śluby zakonne. W 1700 roku, jeszcze przed ukończeniem studiów teologicznych, które cały czas kontynuował w seminarium księży misjonarzy w Warszawie, władze zakonne wysłały go do Krakowa. W Krakowie nauczał w seminarium zamkowym na Wawelu i w roku 1703 przyjął święcenia kapłańskie. Po otrzymaniu święceń powrócił do Warszawy, gdzie przez następne lata był duszpasterzem przy kościele św. Krzyża, gdzie był min. promotorem Bractwa św.Rocha, które organizowało nabożeństwa pasyjne podczas Wielkiego Postu. To właśnie tu z polecenia ks. Michała Bartłomieja Tarły, wizytatora misjonarzy, przystąpił do pracy nad tekstem nabożeństwa pasyjnego w języku polskim, mającym nawiązywać do odprawianego w kościele św. Krzyża od 1698 roku nabożeństwa pasyjnego, na które składały się polskie pieśni pasyjne i łacińskie hymny. Tekst nabożeństwa stworzony przez Benika został w roku 1707 wydany po raz pierwszy drukiem pod tytułem Snopek mirry z Ogrodu Getsemańskiego albo żałosne Męki Syna Bożego rozpamiętywanie i do dzisiaj nabożeństwo to jest znane i odprawiane jako Gorzkie Żale. Benik podczas pracy w Warszawie wyjeżdżał do innych diecezji głosić misje. W roku 1712 wraz z księżmi Michałem Melchierem, Maciejem Znamięckim i Jakubem Mroczkiem głosił misje w diecezji płockiej. Gdy dowiaduje się, że w wyniku dżumy, której ofiarą wiosną 1712 został proboszcz i dziekan mławski ks. Andrzej Mączkowski, parafia w Mławie została pozbawiona opieki duszpasterskiej, w czerwcu 1712 roku, co jest odnotowane w aktach metrykalnych parafii mławskiej, przybywa wraz z ks. Jakubem Mroczkiem do Mławy. Życzliwe przyjęci przez Mławian misjonarze podjęli starania celem założenia w Mławie domu zgromadzenia. Fundacji domu zakonnego dokonał biskup Seweryn Kazimierz Szczuka administrator diecezji chełmińskiej i także członek Zgromadzenie Misji. Na superiora domu mławskiego ks. Benik został wyznaczony przez wizytatora zgromadzenia Misji na Polskę i Litwę ks. Michała Kownackiego przed 1 grudnia 1712 roku. 29 stycznia 1713 roku został mianowany przez biskupa płockiego Ludwika Bartłomieja Załuskiego proboszczem mławskim, do czego przyczyniły się starania starosty mławskiego Kazimierza Bielińskiego. W Mławie ks. Benik podjął się odbudowy kościoła farnego na rynku, który spłonął w roku 1692 i od tego czasu przez dwadzieścia lat pozostawał w ruinie. Już w 4 czerwca 1713 wizytując dekanat mławski, biskup płocki Ludwik Bartłomiej Załuski, uroczyście konsekruje odbudowany kościół a kilka dni później 7 czerwca, przekazał na ręce ks. Benika, jako nowego proboszcza mławskiego i superiora domu mławskiego Zgromadzenia Misji, prepozyturę kościoła św. Wawrzyńca na przedmieściach Mławy zwanych Kozielskiem. Po nominacji proboszczowskiej i objęciu prepozytury kościoła św. Wawrzyńca, ks. Benik sprowadza swoich rodziców Wojciecha i Małgorzatę Beników, o których adnotacje pojawiają w księgach metrykalnych parafii mławskiej począwszy od 1716 roku. Jego ojciec zmarł 8 lutego 1734 roku w wieku osiemdziesięciu lat i został pochowany w krypcie pod kościołem św. Wawrzyńca obok syna, matka w chwili śmierci swojego męża żyła. Akta parafialne nie zawierają adnotacji o jej śmierci i trudno jest ustalić coś więcej na jej temat. Probostwo w Mławie sprawował do śmierci w 1720 roku. Zmarł 23 kwietnia 1720 roku w Mławie. Został pochowany w krypcie pod kościołem św. Wawrzyńca gdzie do dziś spoczywa.

## Dokonania
Dziełem, które zapewniło Benikowi do dziś żywą pamięć jest nabożeństwo pasyjne Gorzkie Żale, uznawane za arcydzieło religijnej poezji baroku polskiego, które przetrwało w świadomości społecznej spośród wielu innych podobnych nabożeństw tego okresu i do dziś powszechnie odprawiane w okresie wielkopostnym. Lokalnie w Mławie, gdzie blisko osiem lat sprawował probostwo, do dziś jest pamiętany jako jeden z najwybitniejszych proboszczów, odnowiciel życia duchowego i ten, który odbudował po pożarze kościół św. Trójcy.